# Hypoponera angustata
Hypoponera angustata es una especie de hormiga del género Hypoponera, subfamilia Ponerinae. 

## Distribución
Esta especie se encuentra en Camerún, República Centroafricana, Gabón, Ghana, Guinea, Mozambique, Senegal, Tanzania y Uganda.